# Hassan Pacha
Ne doit pas être confondu avec le dey du XVIIIe siècle Baba Hassan Pacha.
Hassan Pacha ou Hassan Ibn Kheireddine, ou Hassan Barberousse né en 1517 à Alger et mort à Constantinople le 4 juillet 1572, fils de Kheireddine Barberousse, lui succède dans la charge de beylerbey de la Régence d'Alger. Il est l'un des dirigeants les plus énergiques de la Régence d'Alger[Comment ?].

## Biographie
Il est le fils de Kheiredinne Barberousse et de son épouse mauresque, Aïcha Memla. Il est ainsi l'un des plus célèbres Kouloughlis de la Régence d'Alger et le beylerbey ayant régné le plus longtemps.

## Sources
- Diégo de Haëdo, Histoire des Rois d'Alger, traduction de H.D. de Grammont, Alger, Éditions Adolphe Jourdan, 1881 (rééditions : Alger,  éditions Grand-Alger-Livres, 2004 ; Editions Bouchène, 2010 [ (ISBN 2-912946-04-2)]).